# Le Vrai Coupable (téléfilm)
Pour plus de détails, voir Fiche technique et Distribution.
Le Vrai Coupable est un téléfilm franco-belge réalisé en 2006 par Francis Huster, et diffusé en 2007. Il dure 100 minutes.

## Synopsis
En rentrant chez elle, une jeune institutrice découvre son mari tué d'une balle en plein cœur. Son fils est devant le corps, le revolver de son père dans les mains. La police conclut au suicide. Bien des années plus tard, la jeune femme étant remariée et ayant un bébé, sa vie bascule de nouveau quand elle découvre le cadavre de son second mari dans la piscine. Au bord, le bébé trempé. S'est-il noyé en sauvant le bébé...?

## Fiche technique
- Titre : Le Vrai Coupable
- Réalisation : Francis Huster
- Scénario : Francis Huster et Jean-Pierre Huster, adapté du roman Not guilty de Patricia MacDonald
- Pays de production :  France,  Belgique
- Durée : 100 minutes
- Date de sortie : le 22 novembre 2007 sur La Une, RTBF

## Distribution
- Francis Huster : le commissaire Kaplan
- Marine Delterme : Lisa Maurier, mère de Michael
- Jean-Pierre Cassel : Léonard Manderley, avocat et père de Franck
- Linda Hardy : Eva-Marie Sebastian, la juge d’instruction et ex de Franck
- Jacques Spiesser : l'inspecteur Barton
- Geneviève Casile : Patricia Manderley
- Boris Terral : Franck Manderley, le deuxième mari de Lisa
- Alexandre Thibault : Philippe, le premier mari de Lisa
- Charlotte Kady : Mme Sanders, la principale du collège de Michael
- Jeffrey Barbeau : Michael, grand
- Kerian Mayan : Michael Maurier, 9 ans
- Valéria Cavalli : la patronne de l'hôtel
- Virginie Desarnaud : l’infirmiere de l’hopital

## Autour du film
Dans ce téléfilm, on retrouve quatre acteurs de la série Zodiaque (2004), Francis Huster, Jacques Spiesser, Valéria Cavalli et Kerian Mayan, trois acteurs de la série Le Maître du Zodiaque (2006), Francis Huster, Boris Terral et Kerian Mayan, deux acteurs de la série Méditerranée (2001), Charlotte Kady et Jean-Pierre Cassel, deux acteurs de la série L'Été rouge (été 2002), Charlotte Kady et Valéria Cavalli.